# Margherita Bagni
Margherita Bagni (21 de febrero de 1902 – 2 de julio de 1960) fue una actriz teatral, cinematográfica y televisiva de nacionalidad italiana.

## Biografía
Su verdadero nombre era Margherita Maria Bagna, y nació en Turín, Italia, siendo sus padres los actores Ambrogio Bagni y Ines Cristina Zacconi. Iniciada en el teatro a edad temprana, más adelante formó parte de la compañía teatral de Ermete Zacconi (su padrastro, al hacerse compañero de Ines Cristina). En 1923 se casó con su compañero de trabajo Renzo Ricci, con el que tuvo una hija, la también actriz Nora Ricci, futura primera esposa del actor Vittorio Gassman.
En 1925 el matrimonio formó la compañía Ricci-Bagni, y en años sucesivos trabajó con Annibale Betrone, Elsa Merlini, Ruggero Ruggeri y Gualtiero Tumiati.
Tras la Segunda Guerra Mundial actuó en las compañías de Luigi Cimara, Luigi Almirante y en la del ya citado Zacconi.
Su carrera en el cine fue esporádica pero significativa. Siendo muy joven, en 1917 se inició con el film Gli spettri, de A. G. Caldiera, participando en un total de 40 películas. A partir de 1936 empezó a actuar en el cine sonoro con Trenta secondi d'amore y I due sergenti, prosiguiendo en el cine hasta finales de la década de 1950. Fue célebre su cameo, junto a Umberto Melnati, en el film Peccato che sia una canaglia. 
También actuó para la televisión, participando en algunas producciones de carácter histórico bajo la dirección de Mario Landi, Anton Giulio Majano y Guglielmo Morandi. Finalmente, participó en producciones dramáticas y de humor para la emisora radiofónica de la RAI.
Margherira Bagni falleció en Roma, Italia, en 1960. 

## Actuaciones radiofónicas en la RAI
- Ricordo la mamma (1951), de John van Druten, dirección de Anton Giulio Majano, con Fernando Soleri y Flaminia Jandolo, entre otros.
- Oh amante mia! (1954), dirección de Terence Rattigan, con Luigi Cimara y Franco Pastorino, entre otros.

## Actuaciones televisivas en la RAI
- Cime tempestose (1956), a partir de Emily Bronte, dirigida por Mario Landi, con Massimo Girotti y Anna Maria Ferrero, entre otros.
- Orgoglio e pregiudizio (1957), a partir de Jane Austen, dirección de Daniele D'Anza.
- Jane Eyre, a partir de Charlotte Bronte, dirección de Anton Giulio Majano
- Il vicario di Wakefield (1959), a partir de Oliver Goldsmith, dirección de Guglielmo Morandi, con Carlo D'Angelo y Evi Maltagliati, entre otros.

## Doblaje
Bagni formó parte del grupo de actores de voz de primera generación, a partir de los años 1929-1930, trabajando para Paramount en Joinville, Francia, donde se preparaban a finales de los años veinte las versiones dedicadas al mercado europeo, y para Stabilimenti de Roma, cuando ya fue posible hacer un trabajo autónomo y de calidad. 
Bagni dio voz de manera habitual a Jean Harlow, y otras actrices a las que dobló fueron Nanda Primavera en Piccola posta (1955), Marie Dressler en el doblaje efectuado en 1951 de Cena a las ocho (1933), y Helen Broderick en Swing Time (1936).